# みずほSuicaカード
みずほSuicaカード（みずほスイカカード）は、株式会社みずほ銀行と東日本旅客鉄道株式会社が提携し発行していた、JR東日本のSuica搭載クレジットカード（VIEW Suicaカード）である。

## 概要
みずほ銀行のキャッシュカードの機能を有する。ICキャッシュカード対応ATM利用時と、ICキャッシュカード非対応ATM利用(磁気ストライプでの取引)時ではカードの挿入方向が異なっていた。
みずほSuicaカードを申し込むには、みずほの口座（インターネット支店を除く）を開設し且つみずほのみずほマイレージクラブ（以下「MMC」）に入会する必要がある。これは、みずほが株式会社クレディセゾン（以下「セゾン」）と提携し、MMCの会員にセゾンが発行するみずほマイレージクラブカード（以下「MMCC」）を申し込む場合と同様である。但し、みずほSuicaカードはJRのビューカードへの加入となるため、MMCCとはサービスが異なる。
みずほマイレージクラブカード《セゾン》Suica（TypeIIカード）の発行に伴い、2008年（平成20年）9月30日をもってみずほSuicaカードの新規募集を終了し、カードの有効期限をもって「みずほSuicaカード」のサービスは終了した。また、クレジット機能やSuica機能も利用停止となった。

## 特徴
- 国際ブランドはVISAのみ。
- 年会費は初年度無料。2年目以降もクレジットカードの年間利用額が10万円以上の使用で無料。（携帯料金や各種公共料金等の代金もこの利用額に含む。尚、クレジットの利用額が年間10万円未満ならびにクレジット未使用の場合は2年目以降500円）
- クレジットカードの利用の条件で利用の翌々月の

ATM手数料が無料。（みずほ銀行ATM・ローソンATM・イーネット・セブン銀行のみ対象。）
ATM・みずほダイレクトでのみずほ銀行本支店宛の振り込み手数料が無料。
ATM・みずほダイレクトでの他行宛の振り込み手数料が105円引き。
- ICクレジット・キャッシュカードであるため（ICチップにキャッシュ・カード・クレジットカードの暗証番号が記録されている）、暗証番号の変更時はカードごと再発行になる。暗証番号の変更手続きはみずほ銀行の窓口のみで行なわれる。

## ポイント交換
みずほSuicaカードはビューカードであるので、カードショッピングを利用する事によって貯まるポイントは当然であるがビューサンクスポイント（以下「VTP」）であった。VTPは、MMCのマイレージポイント（以下「MP」）と次の割合で交換する事が出来た。
- 2000VTP → 1000MP

また逆に、MPをJR東日本のSuicaへの入金（チャージ）に利用する事も出来る。みずほの店舗窓口へ出向いてポイント交換の申込手続をする必要があり、手続完了後にJR東日本のビューアルッテでチャージする事が出来た。
- 1000MP → Suicaチャージ5000円分

## 脚註
1. ↑  2010年（平成22年）2月1日付けで、発行・運営主体を株式会社ビューカードへ事業継承
2. ↑  みずほICキャッシュカード Archived 2006年12月5日, at the Wayback Machine.
3. ↑  「みずほマイレージクラブカード《セゾン》Suica」の募集開始等について (PDF, 東日本旅客鉄道 みずほ銀行 2008年9月16日)